# Glais
Glais är en ort i Storbritannien.   Den ligger i kommunen Swansea och riksdelen Wales, i den södra delen av landet, 260 km väster om huvudstaden London. Glais ligger 47 meter över havet och antalet invånare är 838.
Terrängen runt Glais är kuperad åt nordost, men åt sydväst är den platt. Runt Glais är det tätbefolkat, med 411 invånare per kvadratkilometer. Närmaste större samhälle är Swansea, 8,8 km sydväst om Glais. Trakten runt Glais består i huvudsak av gräsmarker.